# ماركوس آنا
ماركوس آنا (بالإسبانية: Marcos Ana)‏ هو كاتب وشاعر وسياسي إسباني، ولد في 20 يناير 1920 في السلفادور، وتوفي في 24 نوفمبر 2016 في مدريد في إسبانيا.

## روابط خارجية
- ماركوس آنا على موقع IMDb (الإنجليزية)
- ماركوس آنا على موقع ديسكوغز (الإنجليزية)
- ماركوس آنا على موقع قاعدة بيانات الفيلم (الإنجليزية)